# RexeR
RexeR – estońskie przedsiębiorstwo, zajmujące się produkcją kit carów, mające swoją siedzibę w Tallinnie w Estonii.

## Historia
Firma RexeR powstała w 1991 roku. W latach 1994–1999 powstało 9 oryginalnych roadsterów Rex R-10 w wersji targa, kabriolet oraz coupé. Od 2000 roku powstaje nowy model Rex R-11. W 2003 r. rozpoczęto produkcję repliki AC Cobra pod nazwą Rex R-12. Samochód wyposażony jest w ramę własnej konstrukcji, a przystosowany jest do mechanizmów Forda Scorpio i silników 5,7 l Chevroleta oraz 3,0 l Toyoty.